# Libuše Šafránková
Libuše Šafránková (Brno, 7 de junio de 1953-Praga, 9 de junio de 2021) fue una actriz checa.

## Trayectoria profesional
Su gran éxito fue el papel principal de la película de 1973 Tres avellanas para Cenicienta, que se considera un clásico del cine navideño en muchas partes de Europa. En las décadas de 1970 y 1980 interpretó papeles principales en muchas películas de cuentos de hadas. En 1996 recibió el Premio León Checo a la mejor actriz de cine y en 2008 el premio Hvězda mého srdce (Estrella de mi corazón), concedido por la Televisión checa.

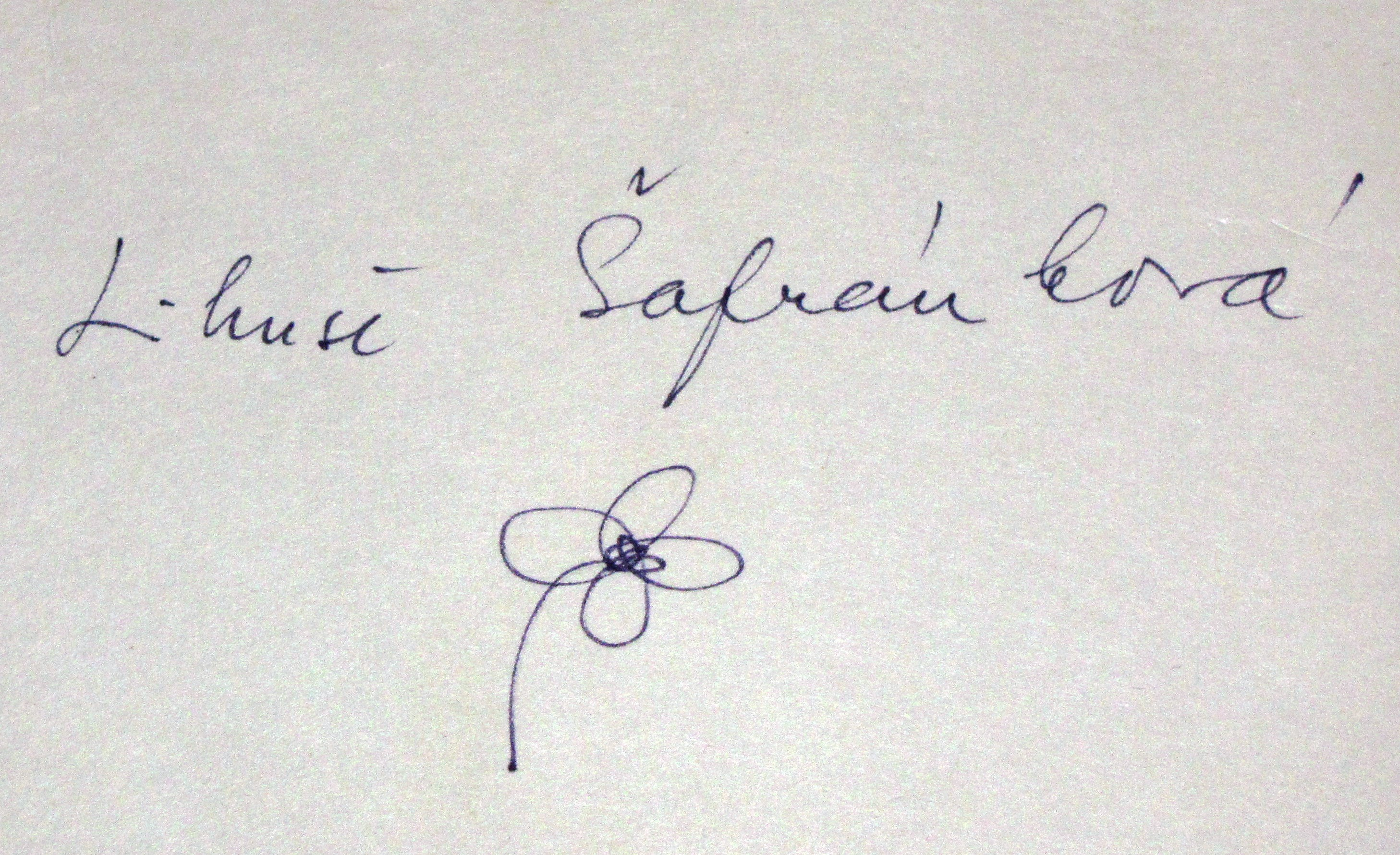
Autógrafo de Libuše Šafránková (1988)

## Filmografía
- Babička (1971)
- Tres avellanas para Cenicienta (Tři oříšky pro Popelku) (1973)
- Přijela k nám pouť (1973)
- Cómo para Inundar Dr. M. O el Fin de Espíritus de Agua en Bohemia (Jak utopit doktora Mráčka aneb Konec vodníků v Čechách) (1974)
- Mi Hermano Tiene un Hermano Lindo (1975)
- Paleta lásky (1975)
- Atentado: El día que cambió al mundo (1975)
- El Poco Mermaid (1976)
- Splynutí duší (1976)
- Brácha za všechny peníze (1978)
- Princ a Večernice (1978)
- Carrera de Camarero corrido! (Vrchní, prchni!) (1981)
- Křtiny (1981)
- El Tercer Príncipe (1982)
- El Príncipe de Sal (1982)
- Svatební cesta  Jiljí (1983)
- Jára Cimrman Lying, Durmiendo (Jára Cimrman ležící, spící) (1983)
- El Snowdrop Festival (1983)
- Mi Dulce Poco Pueblo (1985)
- Zuřivý reportér (1987)
- Člověk proti zkáze (1989)
- La Escuela Elemental (Obecná škola) (1991)
- La ópera del Mendigo (1991)
- El Collar (1992)
- Královský život otroka (1992)
- Nesmrtelná teta (1993)
- Arabela se vrací (1993)
- Kolya (1996)
- Años maravillosos Que Chupados (1997)
- Todo Mi Encantado Unos (1999)
- Qué Lado Eden (1999)
- Elixir un Halibela (2001)
- Četnické humoresky (2003)
- Fišpánská Jablíčka (2008)
- Micimutr (2011)
- El Don Juans (2013)